# Dyvelsten
Dyvelsten is een plaats in de gemeente Forshaga in het landschap Värmland en de provincie Värmlands län in Zweden. De plaats heeft 209 inwoners (2005) en een oppervlakte van 42 hectare.